# Dolichopeza (Eunesopeza) defecta
Dolichopeza (Eunesopeza) defecta is een tweevleugelige uit de familie langpootmuggen (Tipulidae). De soort komt voor in het Oriëntaals gebied.